# Сан-Хосе (Іллінойс)
Сан-Хосе (англ. San Jose) — селище (англ. village) в США, в округах Мейсон і Лоґан штату Іллінойс. Населення — 479 осіб (2020).

## Географія
Сан-Хосе розташований за координатами 40°18′22″ пн. ш. 89°36′15″ зх. д. / 40.30611° пн. ш. 89.60417° зх. д. (40.305983, -89.604041).  За даними Бюро перепису населення США в 2010 році селище мало площу 1,30 км², уся площа — суходіл.

## Демографія
Згідно з переписом 2010 року, у селищі мешкали 642 особи в 236 домогосподарствах у складі 175 родин. Густота населення становила 495 осіб/км².  Було 255 помешкань (197/км²).
Расовий склад населення:
| - 98,0 % — білих - 0,3 % — корінних американців - 0,2 % — чорних або афроамериканців - 0,2 % — азіатів |

До двох чи більше рас належало 0,6 %. Частка іспаномовних становила 2,2 % від усіх жителів.
За віковим діапазоном населення розподілялося таким чином: 25,4 % — особи молодші 18 років, 59,8 % — особи у віці 18—64 років, 14,8 % — особи у віці 65 років та старші. Медіана віку мешканця становила 39,3 року. На 100 осіб жіночої статі у селищі припадало 98,8 чоловіків;  на 100 жінок у віці від 18 років та старших — 97,9 чоловіків також старших 18 років.
Середній дохід на одне домашнє господарство  становив 59 747 доларів США (медіана — 52 500), а середній дохід на одну сім'ю — 59 913 долари (медіана — 53 438). За межею бідності перебувало 12,2 % осіб, у тому числі 26,2 % дітей у віці до 18 років та 1,3 % осіб у віці 65 років та старших.
Цивільне працевлаштоване населення становило 292 особи. Основні галузі зайнятості: роздрібна торгівля — 17,8 %, освіта, охорона здоров'я та соціальна допомога — 16,8 %, виробництво — 10,6 %, будівництво — 9,9 %.